# Trasformata di Park
La trasformata di Park è una trasformazione di variabili applicabile a un sistema elettrico trifase in regime qualsiasi (anche transitorio). Essa associa a una terna di grandezze (come ad esempio tensione o corrente) un'altra terna, ai fini di evidenziare il comportamento del sistema utilizzando un differente sistema di riferimento. È stata inizialmente proposta da Robert H. Park, da cui il nome.

## Definizione
Utilizzando una notazione matriciale, si può definire la trasformazione attraverso la matrice:
{\displaystyle K_{P}={\begin{bmatrix}\cos {\left(\theta \right)}&\sin {\left(\theta \right)}&0\\-\sin {\left(\theta \right)}&\cos {\left(\theta \right)}&0\\0&0&1\end{bmatrix}}}
Dove θ è detto angolo di Park.
Per effettuare la trasformazione, detti {\displaystyle u_{DQZ}} il vettore delle grandezze nel riferimento di Park e {\displaystyle u_{XYZ}} il vettore nel riferimento reale
{\displaystyle u_{DQZ}=K_{P}\cdot u_{XYZ}}.
Analogamente, si definisce la trasformazione inversa
{\displaystyle u_{XYZ}=K_{P}^{-1}\cdot u_{DQZ}}.
Si consideri la trasformata di Clarke, definita come:
{\displaystyle K_{C}={\sqrt {\frac {2}{3}}}\cdot {\begin{bmatrix}1&-{\frac {1}{2}}&-{\frac {1}{2}}\\0&{\frac {\sqrt {3}}{2}}&-{\frac {\sqrt {3}}{2}}\\{\frac {1}{\sqrt {2}}}&{\frac {1}{\sqrt {2}}}&{\frac {1}{\sqrt {2}}}\end{bmatrix}}}.
Combinando le due precedenti trasformate
{\displaystyle K_{CP}=K_{P}\cdot K_{C}}
Otteniamo la trasformazione di asse diretto-quadratura-omopolare:
{\displaystyle K_{CP}={\sqrt {\frac {2}{3}}}{\begin{bmatrix}\cos {\left(\theta \right)}&\cos {\left(\theta -{\frac {2\pi }{3}}\right)}&\cos {\left(\theta +{\frac {2\pi }{3}}\right)}\\-\sin {\left(\theta \right)}&-\sin {\left(\theta -{\frac {2\pi }{3}}\right)}&-\sin {\left(\theta +{\frac {2\pi }{3}}\right)}\\{\frac {\sqrt {2}}{2}}&{\frac {\sqrt {2}}{2}}&{\frac {\sqrt {2}}{2}}\end{bmatrix}}}
E la trasformazione inversa:
{\displaystyle K_{CP}^{-1}={\sqrt {\frac {2}{3}}}{\begin{bmatrix}\cos {\left(\theta \right)}&-\sin {\left(\theta \right)}&{\frac {\sqrt {2}}{2}}\\\cos {\left(\theta -{\frac {2\pi }{3}}\right)}&-\sin {\left(\theta -{\frac {2\pi }{3}}\right)}&{\frac {\sqrt {2}}{2}}\\\cos {\left(\theta +{\frac {2\pi }{3}}\right)}&-\sin {\left(\theta +{\frac {2\pi }{3}}\right)}&{\frac {\sqrt {2}}{2}}\end{bmatrix}}}

## Riferimento di trasformata
La scelta dell'angolo θ definisce il riferimento di trasformata. Scelte comuni possono essere:
- {\displaystyle \theta =costante}: trasformazione su assi fissi

- {\displaystyle \omega ={\frac {\mathrm {d} \theta }{\mathrm {d} t}}=\omega _{e}} (detta {\displaystyle \omega _{e}} la pulsazione  del sistema di riferimento): trasformazione con riferimento sincrono

- {\displaystyle \omega ={\frac {\mathrm {d} \theta }{\mathrm {d} t}}=\omega _{e}} e {\displaystyle \theta =\theta _{e}} ( detti {\displaystyle \omega _{e}} e {\displaystyle \theta _{e}}la pulsazione e l'angolo del sistema di riferimento) : trasformazione con riferimento sincrono orientato

## Utilizzi
La trasformazione di Park viene utilizzata per semplificare le equazioni che modellano il comportamento di vari apparecchi elettrici, fra cui:
- Macchina a induzione
- Macchina sincrona
- Inverter

In particolare, molti schemi di controllo della velocità o della coppia erogata dalle macchine asincrona e sincrona implementano la trasformata di Park nelle loro equazioni. Allo stesso modo, la trasformata di Park viene impiegata nel sistema di controllo della potenza attiva e reattiva erogata dagli inverter connessi alla rete elettrica.